# Chytra kirki
Chytra kirki је пуж из реда Sorbeoconcha.

## Угроженост
Ова врста је наведена као последња брига, јер има широко распрострањење и честа је врста.

## Распрострањење
Ареал врсте је ограничен на мањи број држава, тачније на језеро Тангањика.
Врста има станиште у ДР Конгу, Замбији, Танзанији и Бурундију.

## Станиште
Станишта врсте су језера и језерски екосистеми, речни екосистеми и слатководна подручја.